# Marcon (político)
Dionilso Mateus Marcon (Ronda Alta, 21 de setembro de 1964), mais conhecido como Marcon, é um agricultor assentado da reforma agrária pelo MST e político brasileiro filiado ao Partido dos Trabalhadores (PT). Atualmente exerce seu terceiro mandato de deputado federal pelo Rio Grande do Sul. Até junho de 2021, Marcon divergiu do governo Bolsonaro em 79% das vezes nas votações da  Câmara.

## Biografia
Dionilso Marcon nasceu no município gaúcho de Ronda Alta em 1964 e é filho de Antonio Marcon e Celia Marcon. Foi diretor do Sindicato dos Trabalhadores Rurais (STR) de Ronda Alta entre 1987 e 1987, Coordenador da Pastoral da Juventude (PJ) de Passo Fundo entre 1988 e 1989, dirigente estadual do Movimento dos Trabalhadores Rurais Sem Terra (MST) entre 1994 e 1998 e presidente da Cooperativa Central dos Assentados do Rio Grande do Sul (COCEARGS) entre 1996 e 1998. Elegeu-se deputado estadual em 1998, reelegendo-se mais duas vezes.

### Deputado federal
Na eleição de 2010, o PT elegeu Tarso Genro como governador, enquanto Marcon se elegeu pela primeira vez deputado federal. Nesse primeiro mandato na câmara, ele divergiu dos ruralistas nas votações sobre o Novo Código Florestal. Foi contrário ao projeto que não previa a destinação de 100% dos royalties do petróleo para a educação. Em 2011 ele não se posicionou sobre a proposta de aumento do salário mínimo para R$ 600 (o governo Dilma havia proposto R$ 545). Votou a favor da expropriação de imóveis onde houver trabalho escravo (destinando-os à reforma agrária ou a programas de habitação popular) e contra a PEC do orçamento impositivo.
Na eleição de 2014, o PT tentou a reeleição de Tarso ao governo do estado sem êxito, enquanto Marcon se reelegeu deputado federal. Nesse segundo mandato, ele cronologicamente votou contra o PL 4330 da Terceirização; contra o Impeachment de Dilma (PT); a favor da cassação de Eduardo Cunha (PMDB); contra desobrigar a Petrobras de participar de todos os blocos de exploração do pré-sal; contra a PEC do Teto de Gastos; contra a Reforma Trabalhista; a favor de assegurar a prática da vaquejada como manifestação cultural (na 2º turno); contra a rejeição das denúncias contra Michel Temer (PMDB); contra a MP da reforma do FIES e contra a intervenção federal na segurança do RJ. Marcon esteve ausente nas votações sobre as Medidas Provisórias 664 e 665 (de ajuste fiscal propostas por Dilma Rousseff) relativas à pensão por morte e ao seguro desemprego respectivamente e na votação da reforma do ensino médio.
Na eleição estadual de 2018, o PT teve Miguel Rossetto como candidato ao governo do estado (não chegando ao segundo turno), enquanto Marcon se reelegeu deputado federal. Em seu terceiro mandato na câmara, ele cronologicamente votou contra a MP 867 (que segundo ambientalistas alteraria o Código Florestal anistiando desmatadores); a favor de criminalizar responsáveis por rompimento de barragens; contra a PEC da Reforma da Previdência e a favor de excluir os professores nas regras da mesma; contra a MP da Liberdade Econômica; a favor de alteração no Fundo Eleitoral; a favor de aumento do Fundo Partidário; contra cobrança de bagagem por companhias aéreas; contra o PL 3723 que regulamenta a prática de atiradores e caçadores; a favor do "Pacote Anti-crime" de Sergio Moro; contra o Novo Marco Legal do Saneamento; a favor de redução do Fundo Eleitoral; contra a suspensão do mandato do deputado Wilson Santiago (PTB/PB), acusado de corrupção; a favor de ajuda financeira aos estados durante a pandemia de COVID-19; contra a MP 910 (conhecida como MP da Grilagem); contra a flexibilização de regras trabalhistas durante a pandemia; contra o congelamento do salário dos servidores; contra a anistia da dívida das igrejas; a favor da convocação de uma Convenção Interamericana contra o Racismo; duas vezes contra destinar verbas do novo FUNDEB para escolas ligadas às igrejas; contra a autonomia do Banco Central; a favor da manutenção da prisão do deputado bolsonarista Daniel Silveira (PSL/RJ); contra a validação da PEC da Imunidade Parlamentar; contra a PEC Emergencial (que trata do retorno do auxílio emergencial por mais três meses e com valor mais baixo); contra permitir que empresas possam comprar vacinas da COVID-19 sem terem que doar ao SUS; contra classificar a educação como "serviço essencial" (possibilitando o retorno das aulas presenciais durante a pandemia); contra acabar com o Licenciamento Ambiental para diversas atividades; a favor da suspensão de despejos durante a pandemia; contra a privatização da Eletrobras e a favor de dificultar a  punição por improbidade administrativa. Marcon esteve ausente na votação do Contrato Verde e Amarelo.
No dia 17 de junho 2025, o Metrópoles apurou que Marcon apresentou emendas que beneficiaram a Contag a promover o descontos ilegais, redigidas pela própria Confederação, no esquema de fraudes no INSS.

## Desempenho eleitoral
| Ano  | Eleição                       | Cargo             | Partido | Coligação                  | Suplentes                                      | Votos           | Resultado                                          |
| ---- | ----------------------------- | ----------------- | ------- | -------------------------- | ---------------------------------------------- | --------------- | -------------------------------------------------- |
| 1998 | Estadual do Rio Grande do Sul | Deputado Estadual | PT      | PT / PCdoB / PCB / PSB     | Jussara Cony (PCdoB), José Gomes (PT)          | 33.982 (0,77%)  | Eleito (25ª pessoa mais votada, 6ª na coligação)   |
| 2002 | Estadual do Rio Grande do Sul | Deputado Estadual | PT      | PT / PCdoB / PCB / PMN     | Miriam Marroni (PT), Roque Graziottin (PT)     | 44.634 (0,83%)  | Reeleito (25ª pessoa mais votada, 8ª na coligação) |
| 2006 | Estadual do Rio Grande do Sul | Deputado Estadual | PT      | PT / PCdoB                 | Julio Quadros (PT), Luís Fernando Schmidt (PT) | 53.154 (0,98%)  | Reeleito (18ª pessoa mais votada, 5ª na coligação) |
| 2010 | Estadual do Rio Grande do Sul | Deputado Federal  | PT      | sem coligação proporcional | Paulo Ferreira (PT), Fabiano Pereira (PT)      | 100.553 (1,76%) | Eleito (17ª pessoa mais votada, 5ª no partido)     |
| 2014 | Estadual do Rio Grande do Sul | Deputado Federal  | PT      | sem coligação proporcional | Ronaldo Zülke (PT), Ivar Pavan (PT)            | 116.178 (2,11%) | Reeleito (15ª pessoa mais votada, 5ª no partido)   |
| 2018 | Estadual do Rio Grande do Sul | Deputado Federal  | PT      | sem coligação proporcional | Marco Maia (PT), Claudir Nespolo (PT)          | 122.838 (2,24%) | Reeleito (5ª pessoa mais votada, 2ª no partido)    |
| 2022 | Estadual do Rio Grande do Sul | Deputado Federal  | PT      | PT / PCdoB / PV            | Reginete Bispo (PT), Anacleto Zanella (PT)     | 129.352 (2,10%) | Reeleito (9ª pessoa mais votada, 4ª no partido)    |